# Neoclassicismo no Brasil

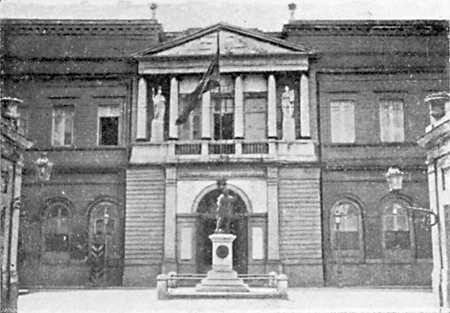
Prédio neoclássico da Academia Imperial de Belas Artes, projeto de Grandjean de Montigny, da Missão Francesa.

O Neoclassicismo no Brasil deve seu florescimento à influência europeia, onde era cultivado desde meados do século XVIII. Seus primeiros sinais apareceram na literatura e arquitetura, mas somente no início do século XIX, a partir das preferências da corte portuguesa, instalada no Rio de Janeiro desde 1808, é que se tornou uma espécie de "estilo oficial", passando a sobrepujar em mais larga escala a arraigada tradição barroca. Com a chegada da Missão Artística Francesa, em 1816, e a consequente fundação da Escola Real de Ciências, Artes e Ofícios, o estilo foi institucionalizado e seu ensino, sistematizado num modelo conhecido como Academismo.
Reagindo contra o Barroco, o Neoclassicismo se caracterizou pela ênfase no racionalismo, no equilíbrio, na ordem, na moderação e na economia, e teve como inspiração básica o legado cultural da Antiguidade Clássica, de onde deriva seu nome, também incorporando a interpretação renascentista daquele legado, mais os princípios sociais e éticos renovadores da filosofia iluminista. No Brasil, além de apresentar características similares, o estilo se tornou um elemento ideológico indicativo de progresso e civilização. Seu conteúdo político incitou a Inconfidência Mineira e, após a proclamação da independência, inspirou um projeto modernizador oficial num momento em que a antiga colônia se tornava uma nação autônoma e buscava esquecer a longa dominação portuguesa, fortemente associada com o Barroco. No entanto, dadas as condições peculiares da cultura brasileira no período imperial, o Neoclassicismo logo fundiu-se ao Romantismo e ao Realismo, outras importações europeias, dando origem a um estilo eclético.

## Origens
A Antiguidade Clássica - um termo que compreende a cultura da Grécia Antiga e da Roma Antiga - jamais foi inteiramente esquecida no ocidente. Mesmo que tenha passado por períodos de relativa obscuridade, sua herança permaneceu viva de várias maneiras nos longos séculos que se passaram desde a queda de Roma, e em vários períodos se verificaram ressurgências mais ou menos intensas de seus ideais. Assim foi, por exemplo, na chamada Renascença Carolíngia, no século VIII, e no Renascimento, entre os séculos XIV e XVI.

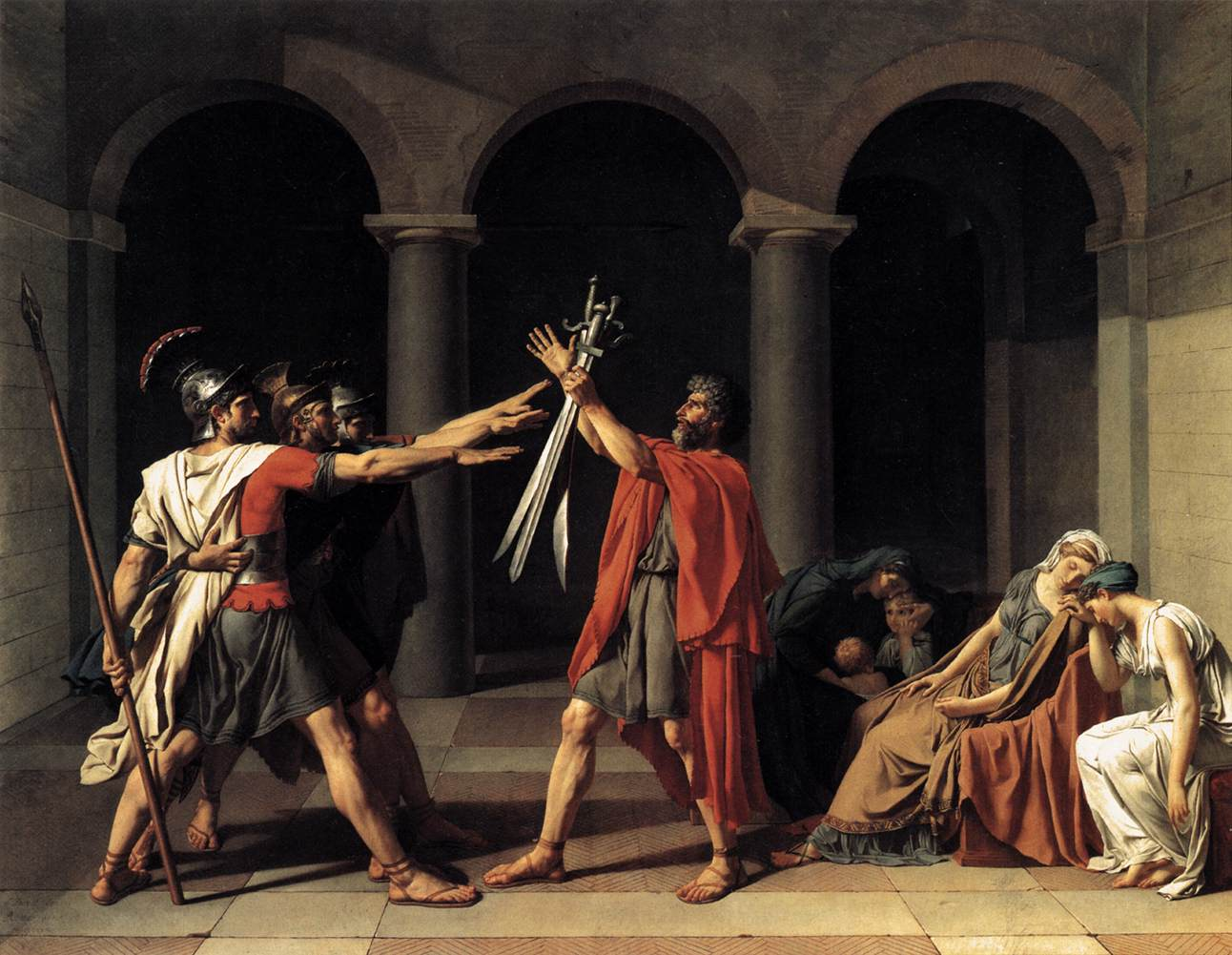
O Juramento dos Horácios, por Jacques-Louis David, 1784, uma das obras mais conhecidas e influentes da escola neoclássica europeia

Em meados do século XVIII o ciclo revivalista se repetia, acompanhando a proliferação de estudos científicos sistemáticos, de escavações arqueológicas e de reproduções em gravura de inúmeras obras e monumentos antigos, tornando-se logo uma moda que se alastrou entre as elites e mesmo entre a classe média em ascensão. No terreno artístico, buscava-se uma arte de características racionais e progressistas e fundo ético, contrapondo-se ao que viam como falta de decoro, excessos ornamentais e irregularidades formais do Barroco, e à sofisticação hedonista da sua última floração, o Rococó. Johann Joachim Winckelmann, o grande teórico do Neoclassicismo, advogava um retorno à simplicidade e à nobreza dos gregos, ao mesmo tempo em que influentes pensadores iluministas como Rousseau e Voltaire condenavam os dogmas religiosos e as superstições, admiravam o modelo democrático da Grécia e o republicano de Roma, e louvavam o "homem natural", o "bom selvagem" - ainda que esse homem natural fosse de fato uma abstração idealista. Mais do que um simples movimento artístico, o Neoclassicismo afetou toda a cultura do período, pretendendo reorganizar e purificar, à semelhança da virtude e excelência que encontrava na Antiguidade, uma sociedade considerada decadente e frívola.
Winckelmann atuou principalmente em Roma, mas logo Paris assumiu a dianteira do movimento, oportunamente cooptado pelos revolucionários que colocariam um fim no Antigo Regime, tendo como seu mentor artístico o pintor Jacques-Louis David e identificando seus princípios estéticos com os ideais de Estado. Como afirmou o historiador Ernst Gombrich, os franceses gostavam de pensar a si mesmos como cidadãos de uma Grécia rediviva. Porém, as conotações políticas do movimento não se restringiram à Europa, mas disseminaram-se para a América, onde incendiaram os desejos reprimidos de liberdade e igualdade das colônias, resultando, por exemplo, na independência dos Estados Unidos.

## A adaptação brasileira

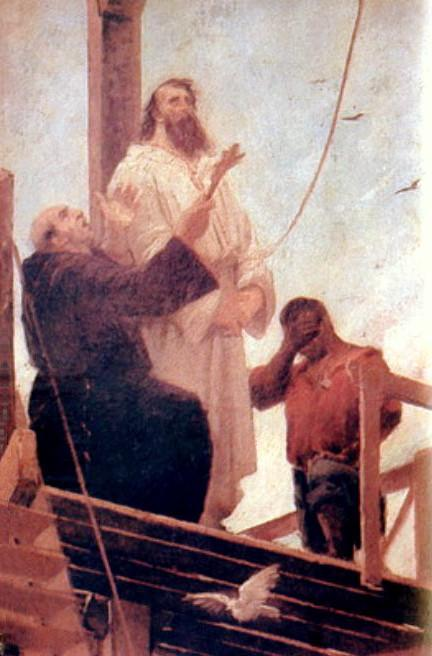
Martírio de Tiradentes, de Francisco Aurélio de Figueiredo e Melo

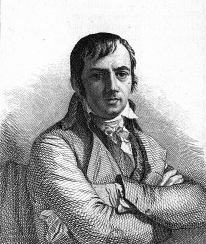
François Gérard: Retrato de Joachim Lebreton, o líder da Missão Francesa.

Os ideais neoclássicos encontraram o Brasil ainda como uma colônia de Portugal, pesadamente explorada e rigidamente controlada. Apesar do temor com que a Metrópole portuguesa via a circulação do iluminismo na colônia, censurando livros e perseguindo seus propagadores, paradoxalmente as próprias instâncias oficiais deram sua contribuição para a mudança, através das reformas institucionais, educativas e jurídicas introduzidas pelo Marquês de Pombal, adepto do despotismo esclarecido. Em Minas, mais para o final do século, o Neoclassicismo iluminista foi cultivado por um grupo de literatos que pretendia abolir a monarquia absolutista e implantar uma democracia burguesa e independente de Portugal. Alvarenga Peixoto, Cláudio Manuel da Costa e Tomás Antônio Gonzaga, entre outros, deram origem a uma insurreição conhecida como Inconfidência Mineira, severamente reprimida pelas autoridades coloniais, onde o martírio de Tiradentes acabou se tornando mais tarde um popular símbolo de liberdade. No Rio também foram os literatos os responsáveis pela introdução das ideias iluministas, através da fundação de uma sociedade clandestina que estava em contato com os sediciosos de Minas.
Enquanto corrente estética, as primeiras manifestações neoclássicas no Brasil ocorreram estando o território imerso no estilo Barroco, que lá enraizara desde o século XVII. O Barroco nacional fora marcado pela influência dominante da Igreja Católica, dando seus principais frutos no campo da arte sacra e sendo dirigido principalmente para a catequese e o estímulo à devoção. Era uma arte funcional e didática, carregada de misticismo e de caráter fortemente ornamental, retórico, dinâmico, dramático, espetaculoso e extravagante. Reagindo contra esse modelo, o Neoclassicismo cultivou uma arte austera, equilibrada e pouco dada a ornamentações, abordando com mais ênfase também temas profanos e celebrando uma sociedade laica. O Neoclassicismo brasileiro derivou de várias vertentes, e não foi tão ortodoxo como em seus inícios europeus, mesclando-se a antecipações românticas e resíduos barroco-rococós.
A Missão Artística Francesa, ativa a partir de 1816, por muito tempo foi considerada, erroneamente, a responsável pela introdução do estilo no Brasil, embora seja um consenso que a sua contribuição na sua divulgação e institucionalização tenha sido muito importante. De fato, traços classicistas são observados em aparições esparsas em vários pontos do território e em diversos domínios artísticos desde a segunda metade do século XVIII, mais notadamente na arquitetura desenvolvida por Antônio Landi, José Fernandes Alpoim e José de Sá e Faria, na escola musical de Minas Gerais e na obra dos poetas e escritores árcades.
A transferência da corte portuguesa para o Brasil em 1808, composta de milhares de fidalgos, clérigos e oficiais, encontrando um povoado acanhado e relativamente pacato, de imediato causou uma revolução na vida dos cariocas, e logo o Príncipe Regente Dom João ordenou melhorias buscando dar-lhe condições próximas à de uma cidade europeia. Vários palacetes foram reformados ou construídos segundo a nova tendência estética, foi estabelecido um novo padrão para as habitações comuns, ruas foram abertas, foram instaladas fontes e passeios públicos, pântanos foram drenados. Apesar dos grandes projetos, a reurbanização neoclássica do Rio enfrentou dificuldades várias e teve um alcance limitado. Mais importante foi a chegada em 1816 da Missão Artística Francesa, formada por neoclássicos convictos que almejavam civilizar e modernizar o panorama artístico nacional, rejeitando sumariamente tudo o que fosse barroco, sinônimo, para eles, de mau gosto e atraso. Por sua iniciativa foi fundada a Escola Real de Ciências, Artes e Ofícios, antecessora da Academia Imperial de Belas Artes, a principal responsável pela reorganização de todo o sistema das artes visuais e arquitetura brasileiras, modernizando a metodologia de ensino e impondo os padrões neoclássicos como um modelo ideal, inspirados nas academias europeias, particularmente a Academia de Belas Artes de Paris.
Porém, em virtude de crônica carência de verbas, de constantes intrigas palacianas e disputas internas, da resistência dos artistas nacionais, ainda aferrados às tradições barrocas, e da instável situação econômica e política brasileira entre a Independência e o Segundo Reinado, a Academia em suas primeiras décadas de existência pouco pôde fazer e sua produção foi pequena. Somente com o mecenato de Dom Pedro II, já na segunda metade do século XIX, é que a Academia Imperial veria florescer seu projeto, mas neste momento o Neoclassicismo já se fundia ao Romantismo e, logo em seguida, ao Realismo, formando uma síntese eclética.

## As artes

### Literatura

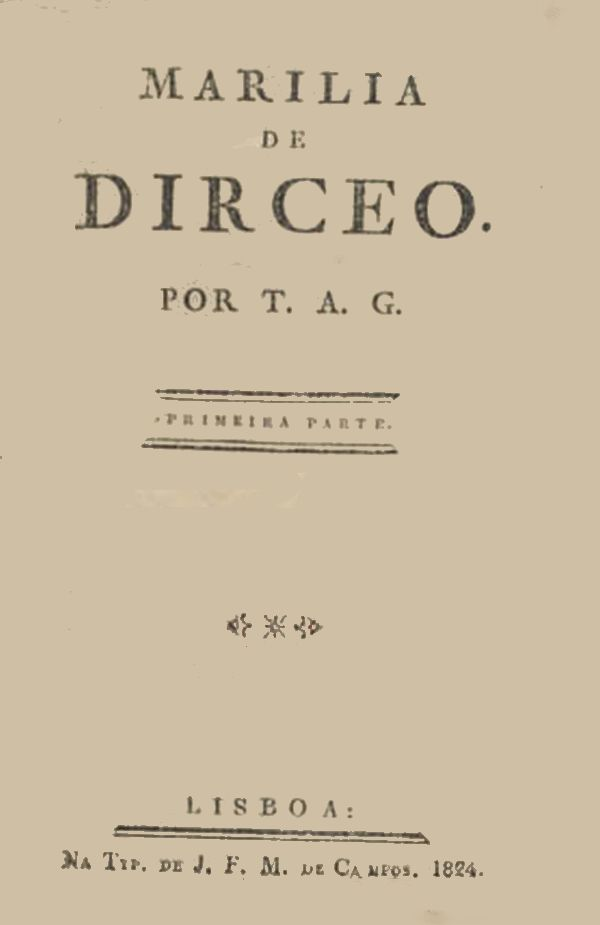
Frontispício da edição de 1824 da Marília de Dirceu

Na literatura, Minas foi o principal centro de produção neoclássica, mas neste campo o estilo é mais conhecido pelo nome de Arcadismo, distinguindo-se pela imitação das formas literárias da Antiguidade, pela valorização de regras definidas, pela temática predominantemente pastoral, pelos valores racionalistas e pela linguagem clara, simplificada e espontânea, avessa a ornamentos supérfluos, ainda que sejam perceptíveis traços de drama e introspecção típicos do Romantismo. Foi cultivado mais destacadamente pelas mesmas figuras que promoveram a Inconfidência, e teve expressão notável apenas na poesia. A coletânea poética Marília de Dirceu, de Gonzaga, é talvez a obra mais representativa do estilo no Brasil, sendo muitas vezes comparada ao célebre Os Lusíadas, de Camões, em termos de fortuna editorial. Pode-se captar um pouco do seu estilo neste fragmento da Lira XXXII da segunda parte da obra:
"Qual, Marília, a estrela d'alva,
Que a negra noite afugenta;
Qual o Sol, que a névoa espalha
Apenas a terra aquenta;
Ou qual Íris, que o Céu limpa,
Quando se vê na tormenta:
Assim, Marília, desterro
Triste ilusão, e demência;
Faz de novo o seu ofício
A razão, e a prudência;
E firmo esperanças doces
Sobre a cândida inocência".

### Música
Também na música a corrente classicista teve impacto significativo, inspirando no final do século XVIII os integrantes da chamada Escola de Minas, o mais importante e conhecido núcleo de compositores coloniais, e, no Rio, a grande e praticamente isolada figura do Padre José Maurício, que beberam das obras de Haydn, Pleyel e Mozart para criar uma produção original, dando ao Neoclassicismo musical brasileiro uma raiz germânica. Entre suas características distintivas estavam o abandono progressivo do sistema modal, das formas polifônicas e da técnica do baixo contínuo, e a adoção do sistema tonal, da forma-sonata e de uma harmonia homofônica estruturada verticalmente com predomínio da voz superior, encarregada da condução da melodia principal.

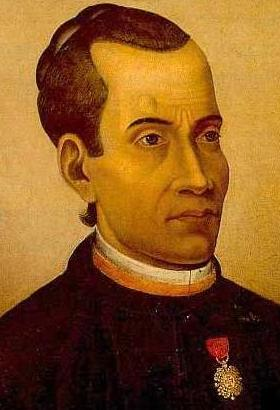
Retrato do Padre José Maurício realizado pelo seu filho

A Escola de Minas, favorecida pela riqueza da região em virtude do ciclo do ouro, teve numerosos integrantes, onde podem ser citados Inácio Parreiras Neves, Francisco Gomes da Rocha, Marcos Coelho Neto, Manoel Dias de Oliveira, João de Deus de Castro Lobo e José Joaquim Emerico Lobo de Mesquita, talvez o mais notável dentre eles, autor de uma estimada Antífona de Nossa Senhora. Todos foram muito ativos, embora grande parte de sua produção tenha sido perdida. Sua música, que abordou as formas sacras mas também as profanas, em muitos momentos trai a herança barroca-rococó, mas já se direciona nitidamente para o classicismo e na maior parte das vezes é inteiramente clássica. Também é de assinalar a maciça presença de músicos negros e mulatos tanto na prática musical como na composição. José Maurício, também ele um mulato, foi o compositor brasileiro mais importante de sua geração, autor de obra extensa e qualificada, onde se destacam por exemplo o Método de Pianoforte, as Matinas de Finados, a Missa de Santa Cecília e a Missa Pastoril para a Noite de Natal. Por um período foi mestre de capela da Capela Real, protegido por Dom João, mas sua estrela foi eclipsada com a chegada dos estrangeiros Sigismund Neukomm e sobretudo Marcos Portugal, renomados na Europa e que logo caíram nas graças da elite. Neukomm foi amigo do Padre, a quem considerava o maior improvisador do mundo. Compôs muito - no Brasil especialmente música instrumental -, e como regente divulgou no Rio a obra de Haydn e Mozart. Já Marcos Portugal foi seu ferrenho adversário. Era um operista prolífico, seguidor do estilo do bel canto napolitano, uma moda que fazia furor na época, mas deixou também várias obras sacras e um grupo de modinhas de grande popularidade.
Depois do esgotamento da Escola de Minas, da retirada da corte portuguesa de volta para Lisboa, e da morte do Padre José Maurício, o panorama da música erudita brasileira, num contexto político e econômico difícil, perdeu grande parte do patrocínio oficial e estagnou, decaindo drasticamente em qualidade em relação ao período anterior e virtualmente desaparecendo os criadores originais, situação que permaneceu até o surgimento de Carlos Gomes, que já trabalhou inteiramente na estética romântica. O único nome que não pode ser esquecido neste interregno, não por seu talento compositivo, já que deixou obra escassa e pouco relevante, mas por sua capacidade organizadora e suas qualidades como maestro, foi Francisco Manuel da Silva, mestre de capela da Capela Imperial sob Dom Pedro II, autor da melodia do Hino Nacional Brasileiro e fundador do Conservatório do Rio de Janeiro, possivelmente sua contribuição mais meritória.
No campo da música popular o que mais chama a atenção no período é a grande disseminação da modinha, um gênero de canção sentimental que transitou com facilidade entre os círculos eruditos e populares e incorporou várias influências distintas. Apresentava uma temática predominante amorosa, de estrutura estrófica e acompanhamento harmônico simplificado, reduzido geralmente à viola de arame ou ao bandolim, algumas vezes ampliado para um conjunto camerístico.

### Pintura

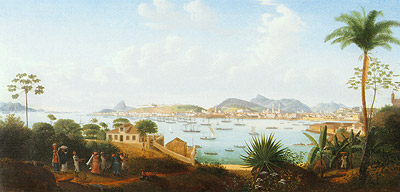
Félix Émile Taunay: Baía de Guanabara Vista da Ilha das Cobras.

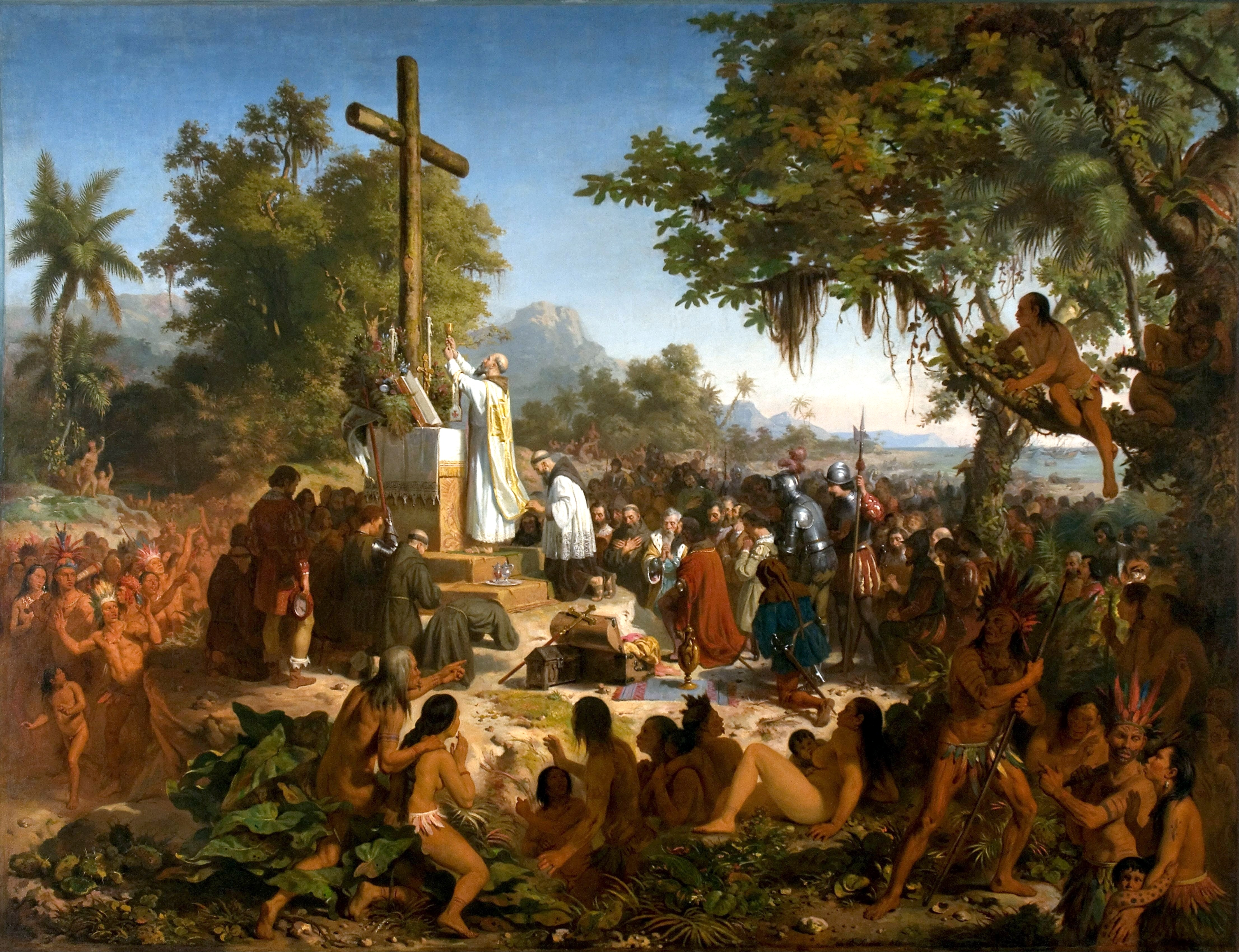
A Primeira Missa no Brasil, de Meirelles.

Na pintura brasileira o Neoclassicismo só começou a ser sentido no início do século XIX, já que a tradição barroca, dominada pela Igreja, que oferecia praticamente o único mercado para a pintura, permaneceu forte até que a Missão Francesa iniciasse suas atividades normatizadoras e renovadoras. Os artistas franceses chegaram ao Brasil imbuídos dos mais altos projetos, como relatou um deles, Jean-Baptiste Debret: 
"Animados todos por um zelo idêntico e com o entusiasmo dos sábios viajantes que já não temem mais, hoje em dia, enfrentar os azares de uma longa e ainda, muita vezes, perigosa navegação, deixamos a França, nossa pátria comum, para ir estudar uma natureza inédita e imprimir, nesse mundo novo, as marcas profundas e úteis, espero-o, da presença de artistas franceses".
Contudo, como a academia que os franceses fundaram, a Escola Real, só conseguiu florescer bem mais tarde, reestruturada e rebatizada como Academia Imperial, a produção pictórica neoclássica inicial no Brasil ficou restrita aos pintores integrantes da Missão, como Debret e Nicolas-Antoine Taunay, e alguns poucos alunos que puderam formar. Não obstante, a semente que eles lançaram foi de enorme importância para atualizar e institucionalizar dentro do prestigiado modelo acadêmico o ensino artístico nacional, até então dominado pelo sistema das corporações de ofícios, semelhantes às guildas medievais, onde o aprendizado acontecia de maneira informal. Também contribuiu para elevar o status profissional dos artistas, que antes eram vistos apenas como trabalhadores braçais especializados. Como descreveu Cybele Fernandes, 
"A tradição neoclássica consagrava o método analítico que tinha no professor um observador e orientador atento. Sem negligenciar a atenção à liberdade criadora do aluno, o mestre deveria conduzi-lo na valorização da necessidade das regras, da beleza ideal, da graça, da harmonia da composição, do bom gosto. Nesse sentido, o conhecimento da história sagrada, da mitologia clássica e dos símbolos era essencial ao exercício das composições alegóricas e para a formação geral do aluno".
A situação para a pintura mudou radicalmente quando Dom Pedro II passou a patrocinar a Academia de forma intensiva, mas, como já foi esclarecido antes, agora o Neoclassicismo incorporava elementos de outras escolas estéticas, resultando em um produto híbrido. Apesar dos esforços de alguns dos diretores da Academia Imperial, como Félix Émile Taunay e sobretudo Araújo Porto-Alegre, para diversificar a atuação da Academia e formar quadros profissionais de artesãos e técnicos em vários ofícios complementares, ao longo do Segundo Reinado a pintura foi a grande privilegiada, em particular no gênero histórico, graças ao seu caráter narrativo e facilmente compreensível pelos leigos; todas as outras artes ficaram à sua sombra na perspectiva oficial. O Imperador usou a Academia como um dos braços executivos de um ambicioso programa de modernização nacional, pretendendo apresentar ao mundo o Brasil como um país progressista e civilizado através da criação de uma arte "moderna", qualificada, politizada, laudatória das conquistas do governo, e que dava ao país símbolos poderosos de identidade e soberania, como exemplificam A Primeira Missa no Brasil, de Victor Meirelles, e Independência ou Morte, de Pedro Américo, que até hoje estão entre as mais divulgadas obras da história da arte brasileira.

### Arquitetura

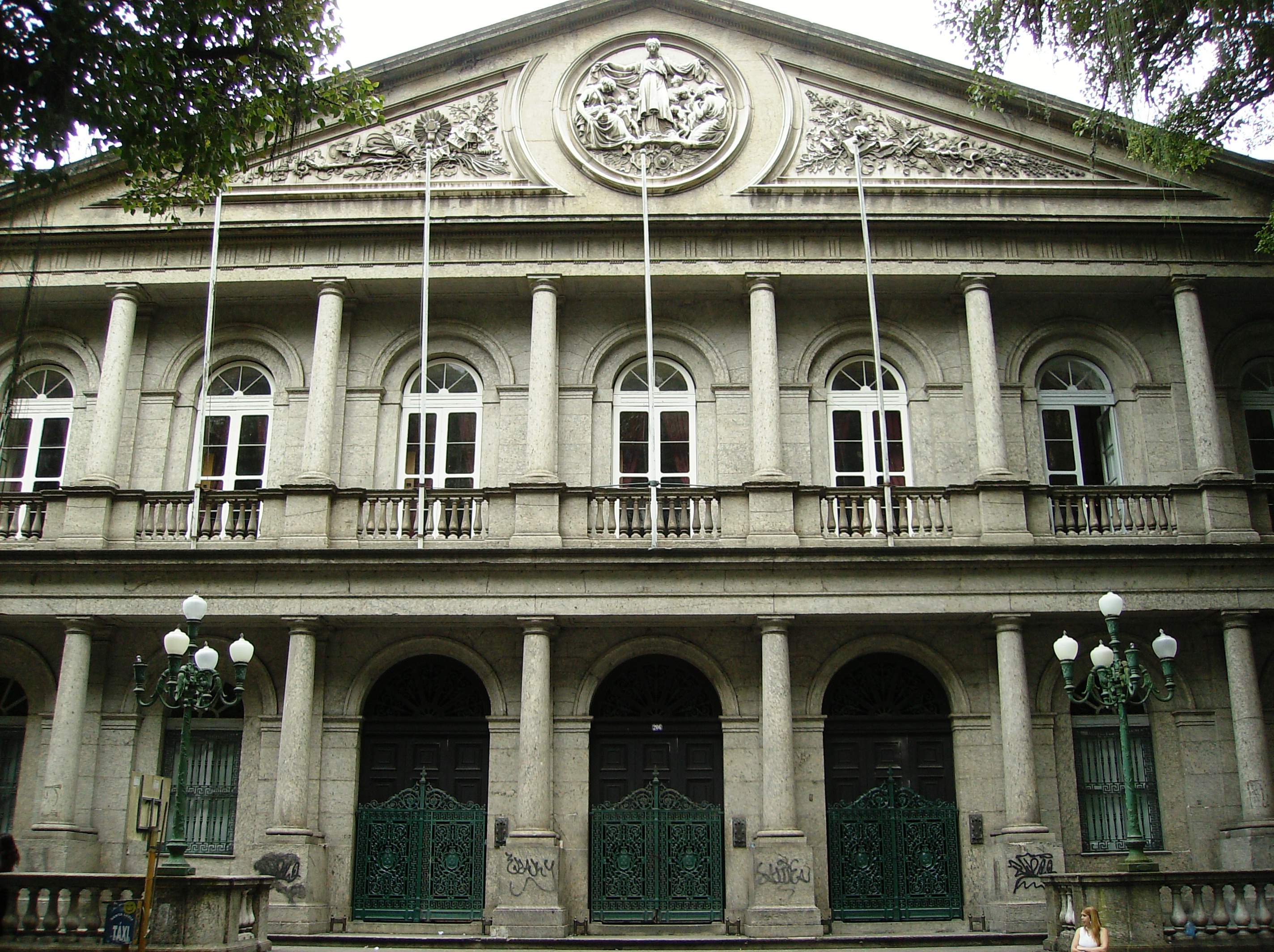
Santa Casa da Misericórdia do Rio de Janeiro.

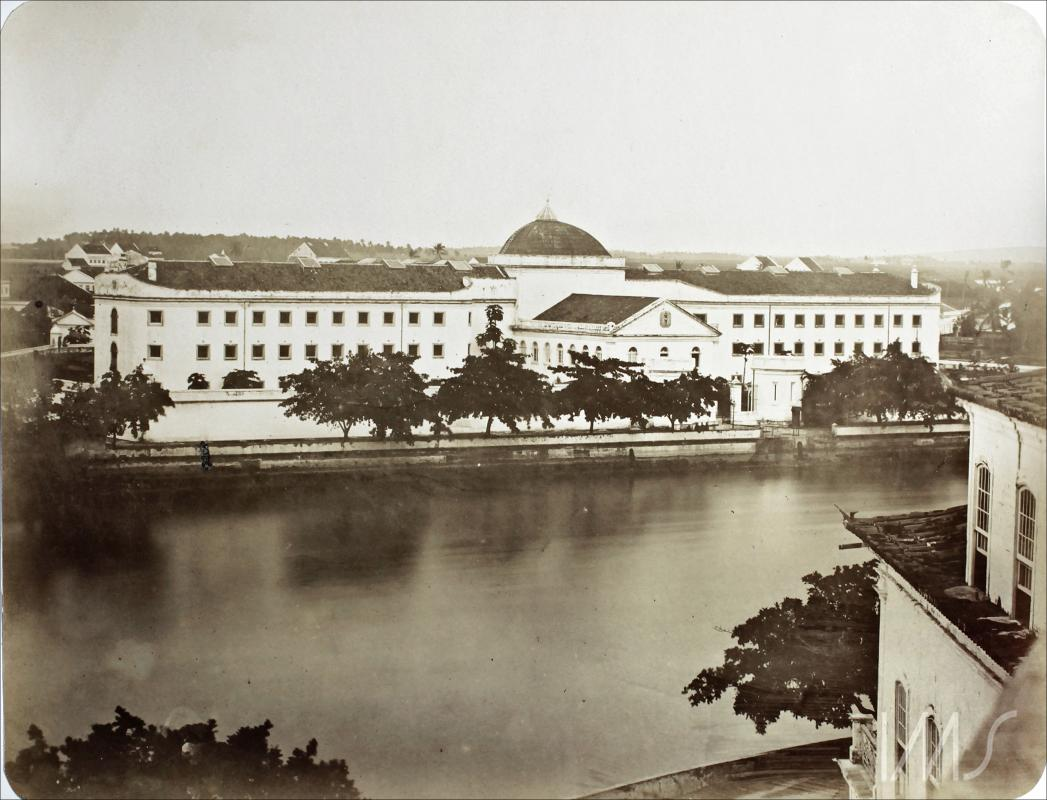
A antiga Casa de Detenção do Recife, primeira prisão radial pan-ótica da América do Sul.

Na arquitetura, mais uma vez o Marquês do Pombal foi primeiro agente de renovação, ao enviar uma comissão de cientistas e técnicos para demarcar as fronteiras estabelecidas pelo Tratado de Madri de 1750, onde se incluíam Antônio Landi, José Fernandes Alpoim e José de Sá e Faria, notáveis arquitetos neoclássicos que deixaram várias edificações importantes no país. A arquitetura neoclássica buscou inspiração nos edifícios antigos, em especial no modelo do templo grego, cuja fachada típica é constituída de um retângulo estruturado por colunas e coroado por um frontão triangular, um modelo simétrico e austero baseado em leis de proporcionalidade, que era entendido como expressão de ordem, disciplina, equilíbrio e racionalismo.
Na segunda fase da arquitetura neoclássica brasileira, iniciada com a chegada da corte e da Missão Francesa ao Rio de Janeiro, Grandjean de Montigny foi o nome mais destacado. Participou da estruturação do curso de arquitetura da Academia Imperial, renovou as concepções de urbanismo, formou vários alunos, entre eles José Maria Jacinto Rebelo, Joaquim Cândido Guilhobel, José Domingos Monteiro e Francisco Joaquim Béthencourt da Silva, e deixou obra pessoal notável, da qual hoje pouco resta, sendo a Casa França-Brasil e o Solar Grandjean de Montigny as que sobreviveram, junto com o pórtico do edifício da antiga Academia, instalado no Jardim Botânico do Rio de Janeiro depois da demolição do complexo original. É de notar que suas inovações, que incluíam novos parâmetros na concepção do espaço urbano, na ordenação das plantas, na criação de aberturas de aeração e nos requisitos de higiene, foram recebidas com muito desagrado pelos arquitetos e mestres-de-obra nativos, acostumados ao modelo barroco da edificação colonial. As autoridades locais planejavam a inclusão desse sofisticado estilo ao desenho urbano da capital. Enquanto que em povoados menores como as interioranas São Paulo e Curitiba, ainda passaram décadas até os governos locais lançarem mão de "Códigos de Postura", os quais disciplinavam comportamentos urbanos respeitando a clara divisão de público e privado, a testada dos edifícios pertencia a ambos - público e privado - e, assim, através de argumentos coerentes, pretendiam acabar com a aparência das antigas fachadas coloniais luso-brasileiras decretando a inserção de platibandas decoradas, importante elemento arquitetônico característico do período. À medida que a escola se fundia ao Romantismo surgiu em meados do século XIX a arquitetura eclética, que privilegiava o conforto, o luxo e se comprazia na ornamentação profusa.